# Socket G34
Socket G34，又稱LGA 1944，是美商超微（AMD）和TE Connectivity設計的中央處理器管腳排列及相應的插座，用於AMD Opteron 6000系列處理器以及SR5600/SP5100系列晶片組的主機板中。除了插座供應商以LGA 1944作爲其零部件名稱以外，坊間也有以插座觸點數來自行命名Socket G34爲LGA 1974的説法。

## 技術概況
正如和對手英特爾常用的可插拔式處理器的插座（行動平台及嵌入式平台除外）以及前代的Socket F/F+一樣，Socket G34採用平面網格陣列封裝（LGA），處理器基板上有1,944個觸點，最小間距1.00毫米，而主機板上的處理器插座則有1,974支類似針腳的金屬彈簧片與處理器上的觸點接觸。整個觸點或引腳陣列呈長方形，57行×40列。觸點爲工業鍍金，使用表面黏著技術以及焊錫球將插座焊接在主機板上。
採用Socket G34的處理器，均支持四路HyperTransport 3.0/3.1匯流排（其中一路用於外部擴展，只有三路用於CPU之間的互聯）和雙通道/四通道、可選帶ECC的DDR3-1600 UDIMM/RDIMM/LRDIMM內存模塊；TDP最高達150W，支援雙路/四路工作方式。
這些Socket G34的處理器中還有採用多晶片模組技術（MCM）製造的處理器，將兩顆相同規格的處理器晶粒封裝於1,944個觸點的處理器基板上，因此，在技術上以一個處理器晶粒為一個處理器實體的角度看的，一顆這種多晶片模組封裝的處理器實際上包含了兩顆處理器，以HyperTransport匯流排連接，也因此，安裝了四顆Opteron處理器的平台，有可能實際上是八處理器平台。此前的Socket F/F+平台，最高支援八顆處理器安裝於一塊主機板上，而每個插座上安裝的CPU，只會有一顆處理器晶粒。因此總的來說，最高規格的四處理器Socket G34平台，相當於形制上將八處理器平台壓縮為四處理器平台規格，而處理器內部的協調運作還是八處理器的操作方式，作業系統會識別出八個實體處理器（節點）。而AMD的多處理器平臺均支援NUMA，并且可以在主機板的BIOS中，根據伺服器或工作站的用途手動開啓或關閉。
對於純雙處理器工作站/伺服器平台，AMD也推出了同樣是LGA封裝的Socket C32對應，單塊主機板上安裝的處理器的核心總數，最多僅為Socket G34四处理器平臺中最大處理器核心總數的1/4（以Socket G34最高規格——4顆16核心的處理器共64個CPU核心為例）。
散熱器的安裝規格，是兩個散熱器扣具固定點分佈於長方形插座中短邊一側。形式上與Socket C32和Socket F/F+的類似，但是長度兩者不一致，因此C32的散熱器扣具和G34的散熱器扣具不能直接相容。不過有電腦玩家通過改造現有的CPU散熱器，來令市售的CPU散熱器能安裝於Socket G34平台上的做法。

## 部署狀況
Socket G34於2010年3月29日推出，用於取代Socket F/F+，原來也用於取代Socket F/F+的Socket G3和相應的記憶體擴充晶片G3MX被完全取消。
最初，AMD雙處理器及四處理器平台伺服器/工作站用的Opteron，包括代號為「Shanghai」4核心處理器、「Istanbul」6核心處理器等45奈米版本K10微架構的處理器，都在Socket G3取消以後，計劃使用此種管腳排列。然而後來，普通雙處理器平臺使用Socket C32，用於單處理器平臺的則使用和普通桌上型電腦一樣的Socket AM3/AM3+，僅高階的雙處理器/四處理器平臺以及支援雙/四路工作方式的處理器，方會使用Socket G34。見於工作站及伺服器平台的AMD Opteron 6100/6200/6300系列處理器以及SR5600系列晶片組。

### 晶片組
採用Socket G34插座的主機板，到目前為止均採用AMD自家的SR5600系列晶片組，而這款晶片組實際上是桌上型電腦平台中，AMD 800/900晶片組的伺服器/工作站平台版本。插座上共有1,974支金屬接觸片。
- SR5690/SP5100
- SR5670/SP5100
- SR5650/SP5100

注：北橋晶片/南橋晶片

### 處理器
2009年推出的45奈米製程、K10微架構、核心代號「Magny-Cours」8核心/12核心處理器，以及2011年至2013年間陸續推出的、32奈米製程的Bulldozer微架構的「Interlagos」、Piledriver微架構的「Abu Dhabi」和「Warsaw」核心代號的伺服器/工作站處理器，均採用了Socket G34管腳排列，處理器基板上有1,944個觸點。

#### Opteron 6100系列「Magny-Cours」

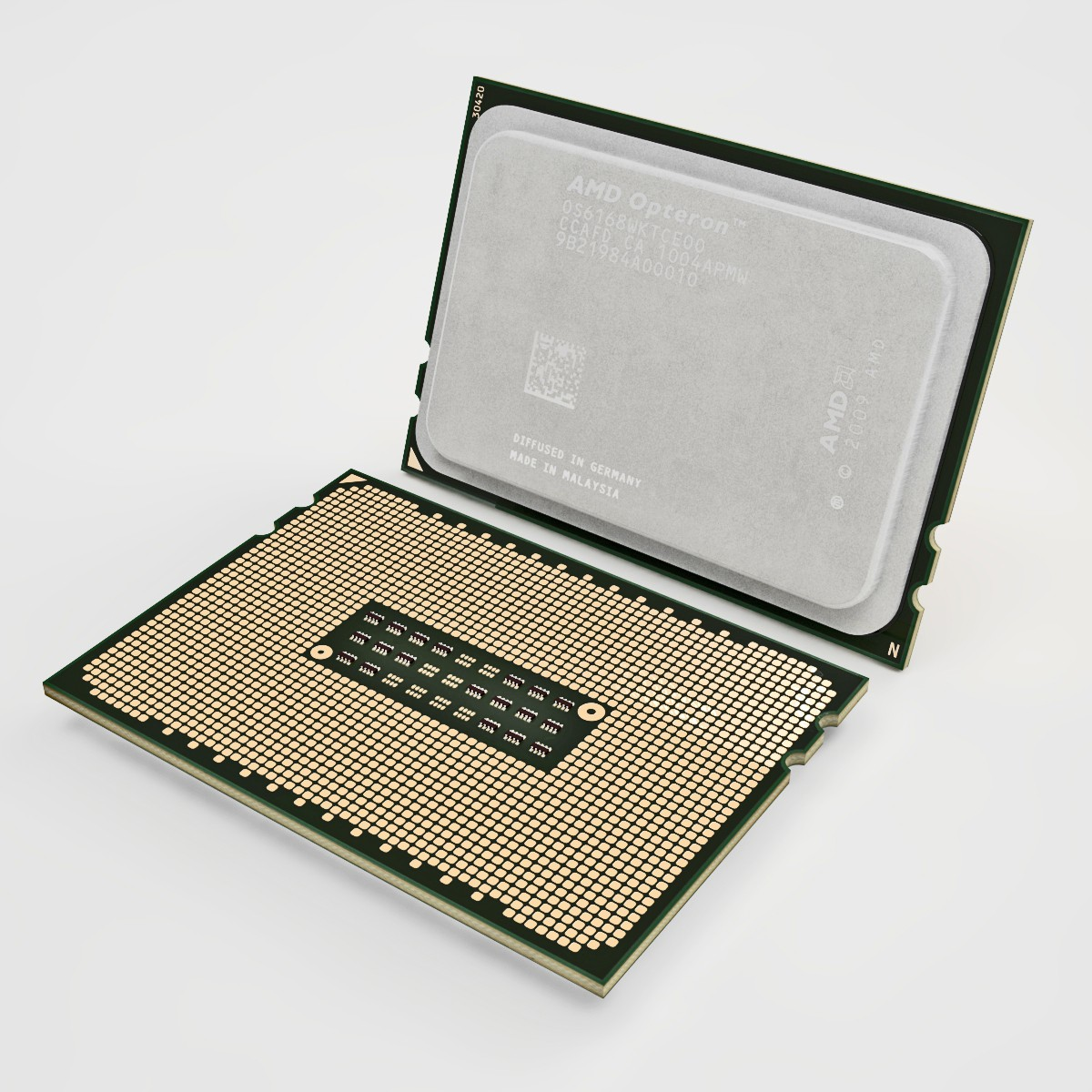
採用Socket G34管腳排列的Opteron 6168

以下的處理器型號，支援3.2GHz運行的HyperTransport 3.1以及四通道記憶體技術，而且全爲多晶片模組構建而成，實際上一顆處理器内封裝了兩個處理器晶粒，在作業系統中，一顆MCM技術組裝的處理器，相當於兩顆實體處理器（下面以「（2×X核心/模組）」表示）：
- 八核心（2×4核心）：Opteron 61KS、61QS、6128、6134、6136、6140、6124 HE、6128 HE、6132 HE
- 十二核心（2×6核心）：Opteron 6168、6172、6174、6176、6176 SE、6180 SE、6164 HE、6166 HE

#### Opteron 6200系列「Interlagos」
本系列部分型號為單一一塊晶片，但6模組12核心、8模組16核心的型號則仍然為多晶片模組的設計。
- 雙模組四執行緒：Opteron 6204

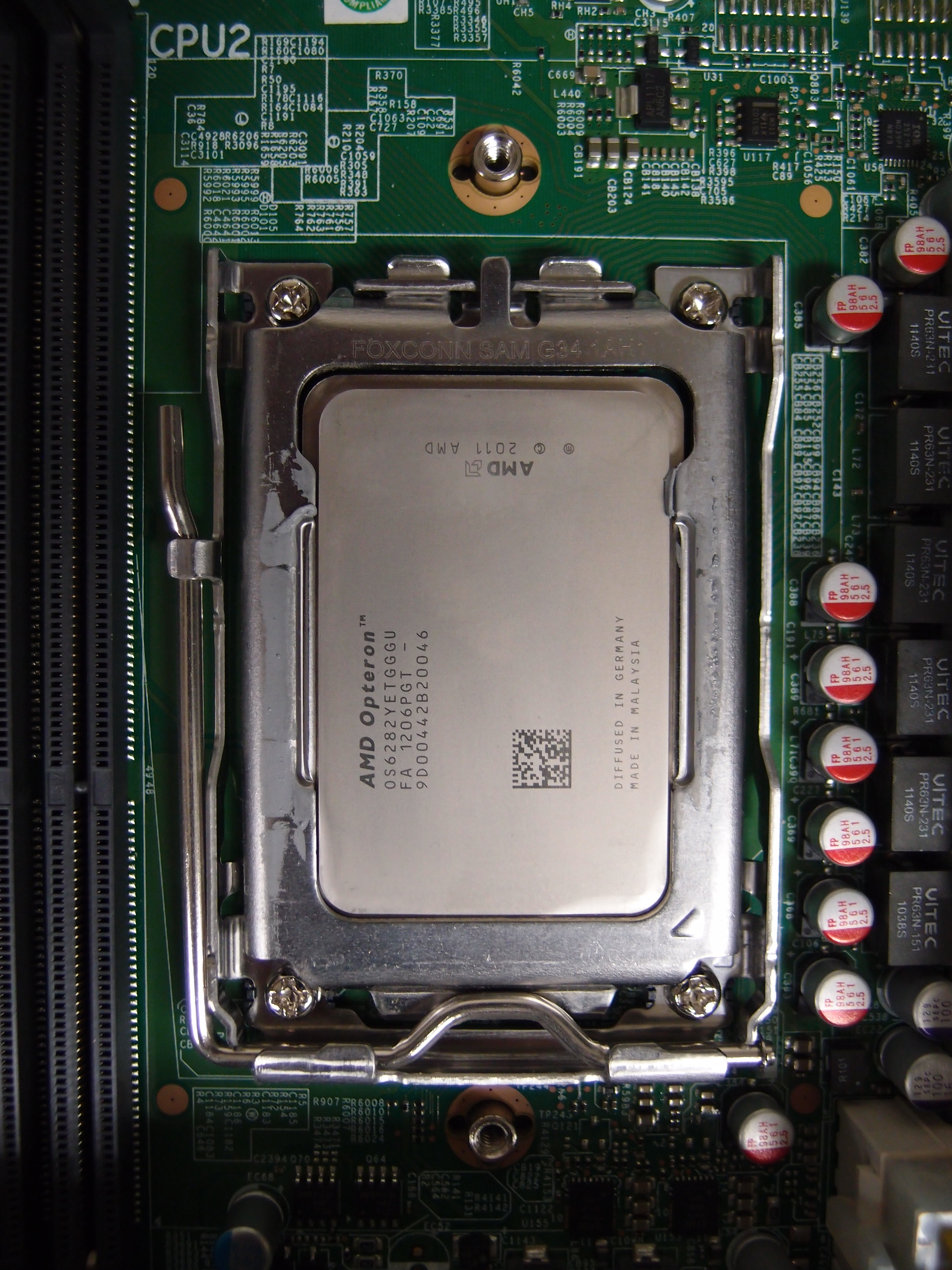
在Socket G34安裝了AMD Opteron 6282 SE

- 四模組八執行緒：Opteron 6212、6220
- 六模組十二執行緒（2×三模組）：Opteron 6234、6238、6230 HE
- 八模組十六執行緒（2×四模組）：Opteron 6272、6274、6276、6278、6282 SE、6284 SE、6262 HE

#### Opteron 6300系列「Abu Dhabi」
本系列的處理器全部為一顆晶片的設計，而非多晶片模組。
- 雙模組四執行緒：Opteron 6308
- 四模組八執行緒：Opteron 6320、6328
- 六模組十二執行緒：Opteron 6344、6348
- 八模組十六執行緒：Opteron 6376、6378、6380、6386 SE、6366 HE

#### Opteron 6300P系列「Warsaw」
本系列是Opteron 6300系列的低功耗版本
- 六模組十二執行緒：Opteron 6338P
- 八模組十六執行緒：Opteron 6370P

## 外部連結
- Daily tech: Hello AMD Socket G34（英文）
- AMD Analyst Day 2009 Slideshow（页面存档备份，存于）（英文）
- AMD outs Socket G34（页面存档备份，存于）（英文）
- AMD Analyst Day 2010 Slideshow（英文）